# Olivier Melchior
Olivier Melchior (1 februari 1972) is een Belgische voormalige atleet, die gespecialiseerd was in de sprint. Hij werd driemaal Belgisch kampioen.

## Loopbaan
Melchior werd in 1995 en 1997 Belgisch kampioen op de 400 m. Tussendoor behaalde hij in 1996 op dezelfde afstand de indoortitel. In 1998 probeerde hij de overstap naar de 400 m horden, maar haalde op dat nummer geen Belgische titel.
Melchior was aangesloten bij Athlétisme - Running Ciney Haute-Meuse (ARCH) en stapte nadien over naar Cercle Athlétique du Brabant Wallon (CABW).

## Belgische kampioenschappen
Outdoor
| Onderdeel | Jaar       |
| --------- | ---------- |
| 400 m     | 1995, 1997 |

Indoor
| Onderdeel | Jaar |
| --------- | ---- |
| 400 m     | 1996 |

## Persoonlijke records
Outdoor
| Onderdeel    | Prestatie | Datum            | Plaats  |
| ------------ | --------- | ---------------- | ------- |
| 400 m        | 46,78 s   | 19 augustus 1995 | Nijvel  |
| 400 m horden | 51,07 s   | 1 augustus 1998  | Hechtel |

Indoor
| Onderdeel | Prestatie | Datum           | Plaats |
| --------- | --------- | --------------- | ------ |
| 400 m     | 47,46 s   | 4 februari 1996 | Gent   |

## Palmares

### 400 m
- 1992:  BK indoor AC – 48,56 s
- 1993:  BK AC – 48,16 s
- 1994:  BK AC – 48,19 s
- 1995:  BK AC – 47,23 s
- 1996:  BK indoor AC – 47,46 s
- 1996:  BK AC – 47,10 s
- 1997:  BK indoor AC – 47,76 s
- 1997:  BK AC – 47,11 s
- 1998:  BK indoor AC – 48,14 s

### 400 m horden
- 1998:  BK AC – 51,16 s